# Никола Ивачков
Никола Ивачков (Рума, 7. март 1984) српски  је глумац и редитељ.
Завршио Академију уметности у Новом Саду у класи професора Боре Драшковића. Предавач је и покретач школе глуме Креативно перо.
Режирао је монодраму Путник, писца Драгослава Михаиловића.

## Улоге

### Позориште

##### Народно позориште Сомбор
- Душан Ковачевић, Сабирни центар, режија: Андраш Урбан (2007)
- Угљеша Шајтинац, Лепет мојих плућних крила, режија: Марко Манојловић (2009)
- Жорж Фејдо, Буба у уху, режија: Оливера Марковић (2009)
- Харолд Горинџ, Мрачна комедија, режија: Оливера Ђорђевић (2005)

##### Театар Промена
- Драгослав Михаиловић, Дипломска монодрама Путник, режија: самог себе (2008, заједно са Народним позориштем Нови Сад)

##### КПГТ
- Вилијем Шекспир, Ричард III, режија: Љубиша Ристић (2010)
- Димитрије Митриновић, Јуриш сутрашњице, режија и текст: Филип Гајић (2014)
- Жорж Фејдо, Буба у уху, режија: Љубиша Ристић (2015)
- Пуриша Ђорђевић, Тајна црне руке, режија: Љубиша Ристић (2016)

##### Позориште младих
- Павел Кохоут, Пех под кровом, режија: Маја Гргић (2009)

##### Културни центар Студентски град Београд
- Михаел Влачак, Игре у песку, режија: Милица Јовичић (2010)

##### Српско народно позориште
- Душан Ковачевић, Урнебесна трагедија, режија: Маја Гргић (2011)

##### Позоришна трупаДрж' не дај
- Држ не дај, текст и режија: Маја Гргић и Соња Лештар (2012)
- Вашариште, по мотивима дела Рејмона Кеноа, Стилске вежбе', режија: Маја Гргић
- Патрик Марбер, Ближе, режија: Јана Маричић (2022)

##### Театар Маска
- Немањићи - подела царства, текст и режија: Лазар Дубовац (2017)

##### Установа културеВук Стефановић Караџић
- Од А до ДА, адаптација: Кристина Раденковић, режија: Исидора Гонцић (2018)

##### УК Пароброд
- Ближе је далеко, режија: Јанко Цекић (2021)[2]

##### Призор
- Секс бомб, режија: Раде Вукотић (2018)
- Од А до Ш, режија: Раде Вукотић (2022)[3]

##### Представе за децу
- Цврчак и Мрав, адаптација и режија: Дејан Јанковић (2017)
- Цврле и Мрле чекају Деда Мраза, режија: Дејан Јанковић (2020)[4]

### Филмографија

#### Филм и серија
| Год.   | Назив                              | Улога                                     |
| ------ | ---------------------------------- | ----------------------------------------- |
| 2000-е |                                    |                                           |
| 2007.  | Успаванка за дечака                |                                           |
| 2008.  | Непрочитана читанка                | самог себе                                |
| 2010-е |                                    |                                           |
| 2010.  | Теслин кабаре                      |                                           |
| 2013.  | Монтевидео, видимо се!             | Други полицајац на утакмисис са Уругвајем |
| 2014.  | Монтевидео, видимо се! (ТВ серија) | Други полицајац на утакмисис са Уругвајем |
| 2019.  | Јесењи валцер                      | Крвави човек                              |
| 2020.  |                                    | Стража капије завета, војник завета       |
| 2023.  | Мања                               | Полицајац                                 |